# МАН (торговая сеть)
«МАН» — бывшая торговая компания, сеть розничных магазинов в Волгограде и Волгоградской области. Развивала сеть магазинов «МАН» (50 магазинов), «МиниМАН» (19 магазинов, в том числе один в Волжском), «Гурман» (два магазина премиальных товаров в Волгограде), «СуперМАН» (в Волгограде). Функционировала с 2001 года. По итогам 2013 года сеть показала выручку 1 млрд 74 млн рублей и чистую прибыль — 148 млн рублей.
В 2017 году начался процесс ликвидации компании. Решение связано с невозможностью рассчитаться с товаропроизводителями, подавшими 640 исков на торговую сеть. В мае 2018 года 22 помещения принадлежавших «Ману» были выставлены на аукцион, который был инициирован ПАО «Сбербанк», а в июле 2022 года торговая сеть окончательно закрылась.

## Собственники и руководство
- Воробьёв Андрей Владимирович —  владелец

## Специфика сети
- Часть магазинов волгоградского ретейлера открыта в торговых центрах (в отличие от торговой сети «Радеж» и мелких игроков, предпочитающих формат стрит-ретейл)[6]. Так, в 2009 году МАН стал одним из якорных арендаторов в торговом центре ЦУМ в Волжском.  Еще один пример — торговый дом «Заречный» на улице Рабоче-Крестьянской, где «МАН» наряду с «Книгомиром» являлся якорным арендатором. Другая часть магазинов торговой компании находилась в отдельно стоящих зданиях, в которых ООО "МАН" выступал арендодателем по отношению к другим представителям розничной торговли (отделы товаров для животных, канцтоваров и проч.)
- Единственная продовольственная розничная торговая сеть в Волгограде, открывшая ранее магазины премиальных товаров — «Гурман» (в Центральном и Красноармейском районах Волгограда)[6].
- Компания приобрела торговую сеть «Вишенки», для магазинов которой был проведен ребрендинг — они работали как сеть магазинов «Плюс».
- Торговая компания имела собственное кулинарное производство и готова была предложить до 500 позиций готовых блюд (пицца, салаты, первые и вторые блюда, выпечку).
- «МАН» открыл самый крупный среди волгоградских сетей розничной торговли супермаркет «СуперМАН» площадью около 2500 м². Магазин был расположен в бывшем корпусе Центрального рынка на улице Советской, 17[7].

## Частная марка
- В 2010 году сеть начала продажу товаров под частной маркой «МАН», в лучшие годы эта номенклатура включала более 150 товаров в различных категориях.

В числе товаров под брендом «МАН» — напитки, консервация, молочные продукты, морепродукты, крупы и макаронные изделия и т.д.

## Дополнительно
- По результатам исследования, проведенного в 2007 году волгоградским фондом «Институт экономических и социальных исследований», «МАН» занимает второе место по популярности среди торговых сетей города, уступая федеральной сети «Магнит». 20,8 % волгоградцев отдают предпочтение торговой «МАН», четверть респондентов отдают предпочтение магазинам «Магнит» (24,7 %), примерно равному количеству волгоградцев нравятся торговые сети «Пятерочка» и «Радеж» (14,0 % и 13,5 %, соответственно)[8].
- По версии волгоградской редакции телеканала СТС, рекламный ролик сети магазинов «МАН», главными героями которого являются забавные мультяшные кошельки, стал самым креативным, а сама компания удостоилась высшей награды в номинации «Прорыв года»[9].
- По версии сайта HH.ru, торговая компания «МАН» четыре года подряд (в 2011г., 2012г., 2013г. и 2014г.) удостаивалась знака «Привлекательный работодатель»[10]